# 大間まぐろ
大間まぐろ（おおままぐろ）とは、青森県下北郡大間町の大間沖で漁獲されるマグロのブランド名。大間漁業協同組合より2007年6月1日に地域団体商標に登録されている。大間のマグロなどとも呼ばれ、全国的に有名な高価なマグロである。

## 概要
津軽海峡で水揚げされるマグロであり、天然の本マグロ（クロマグロ）である。出荷される30キロ以上のマグロの頬には、ブランドの目印となる「大間まぐろ」のシールが貼られている。
かつて地元ではマグロが全く流通しなかったが、2000年に大間のマグロ漁師の娘を主人公としたNHKの連続テレビ小説「私の青空」がきっかけで、大間のマグロが全国に知れ渡るようになる。翌年の2001年からマグロで大間を元気にしようと立ち上がった有志達によって、マグロ解体ショーを目玉にした集客の取組みなどがスタートし、町おこしが行われた。

## 漁法
マグロ漁は例年8月頃から行われ、1月くらいまで釣ることができる。水温が低くなる秋から冬にかけてがマグロ漁の旬とされている。
大間町が面する津軽海峡は、日本海と太平洋を結ぶ海峡であり、黒潮、対馬海流、千島海流の3つの海流が流れ込むため、たくさんのプランクトンが生息している。この良質なプランクトンがいる漁場が高級ブランドのマグロを収穫することができ、マグロの他にも、身の厚いイカやイワシが水揚げされている。また、このイカやイワシがマグロの餌でもある。
収穫されるマグロは。時速40キロ程度で泳ぎ、身の危険を感じたときや獲物を獲るときなどは最高時速120〜130キロのスピードを出すとされている。日中は一本釣り、夜間は延縄漁で収穫が行われている。網で捕獲する漁法とは異なり、マグロに傷が付かず、魚が弱ってしまう前に血抜き生〆作業を施すため、鮮度を保ってマグロを出荷することが可能である。近年では船の近くまで寄ってきたマグロに電気ショッカーを使い一時的に感電させ、失神させてから船に水揚する手法をとっている。
また、一本釣りでも龍飛や三厩の漁法とは異なり、ソナーでマグロの群れを見つけ、その群れにエサをつけた針を投入し、釣り上げるという手法である。操船技術から始まり、エサや道具の選定、エサの投入タイミング、合わせ、巻き取り技術などが全て上手くいかないと釣るのは非常に難しく、何ヶ月も釣れない漁師もいる。
1995年頃は7月-10月頃が水揚げ時期であったが、地球温暖化などの水温の変化で9月-12月頃に変わり、近年は8月-1月までと時期が変わっている。原因は不明のままだが、1985年〜1993年の8年間は大間でマグロが穫れなくなる時期もあったという。

### 定義の緩和
大間崎の前沖5キロメートル付近の近海で大間まぐろは獲ることができる。前述の商標が登録された2000年代後半頃は大間沖が漁場の中心となっており、大間町民の多くも漁業関連に従事している。しかし、大間沖での不漁や漁業環境の変化を背景として、津軽海峡全域や太平洋にまでマグロを追うケースが増えたため、大間漁業協同組合は2022年11月から大間まぐろの定義を緩和し、漁場は問わずに大間町内の漁港で水揚げされ、同漁協で荷受けされたマグロは全て「大間まぐろ」とすることを同年10月に決定した。

## 大間まぐろの取引

大間崎にある「まぐろ一本釣の町　おおま」のモニュメント

大間で水揚げされるマグロの重さは平均100キロ前後と言われている。1994年には440キロのマグロが釣れており、大間崎にあるマグロのモニュメントのマグロの像はこのマグロの実物大である。
築地市場（現在の豊洲市場）では毎年マグロの初競りが行われている。発端は2008年に香港資本の会社が初セリでマグロを競落したことに始まっている。マグロは通常1kgあたりの値段×重さ(kg)で決まり、1kgあたりの値段は、水揚げされた場所や人で決まるブランド力や、マグロの状態で算出されるが、初競りではより高額な取引が行われている。2013年には230キロの大間産のクロマグロをすしざんまいと板前寿司が競い、1億5540万円ですしざんまいが競り落としている。2019年1月5日の初競りでは一本釣りで釣り上げた278キロの大間のまぐろに過去最高額の3億3360万円の値が付いた。

## 不正流通問題
2021年8月、水産庁への情報提供から一部の漁業者の漁獲量の未報告疑惑が発覚した。青森県の調査で3漁協の漁師20人が2021年度分のクロマグロ計59.8トン（後の調査で88トンに修正）の漁獲量を報告していなかったことが判明。
2022年2月、青森県警察本部は大間町の水産会社2社の社長2人を漁業法（報告義務）違反の疑いで逮捕。その後、起訴され、2023年7月に青森地裁は両名に懲役4か月、執行猶予3年の判決を言い渡した。
またこれら両名と共謀していたとして、2023年3月には「大間まぐろ」の水揚げで知られる大間漁協の漁業者18人を含む、青森県内の3漁協の漁業者22人が漁業法違反の罪で略式命令を受けた。これを受けて大間漁協は漁業者18人に対して同年6月15日から2週間の操業停止を命じた。

## 大間以外の青森県のマグロ
青森県では大間町以外でもマグロ漁業が行われている。青森県の最西端である深浦町で収穫が行われる深浦マグロのほとんどは、最高級の大間まぐろと同種のものとされている。龍飛岬前の津軽海峡で収穫される三厩マグロや龍飛マグロは手法は違えど大間まぐろと同じく一本釣りで収穫が行われる。津軽半島から日本海に向け突き出した権現崎付近で収穫される小泊マグロは大間まぐろでも行われている延縄で収穫されている。